# BRM P48
BRM P48 — шасси команды BRM, использовавшееся командой для гонок Формулы-1 в 1960 году.

## Выступления
British Racing Motors построили BRM P48 в 1959. Тогда оно использовалось только на Гран-при Италии в качестве запасного автомобиля для гонщика Йоакима Бонниер. Но Бонниер стартовал на BRM P25.
В 1960 сезоне Формулы-1 команда BRM перешла на BRM P48. В команде остался Йоаким Бонниер, были взяты Дэн Герни и Грэм Хилл. British Racing Motors приняли участие во всех гонках сезона, кроме 500 миль Индианаполиса и Гран-при Италии. Однако Герни не участвовал в Гран-при Аргентины, и в нём использовалось шасси BRM P25.
В Аргентине BRM не набрали очков, но уже в первом Гран-при, где стартовала машина BRM P48 (Монако), были набраны очки: Йоаким Бонниер пришёл пятым. Но все трое гонщиков команды столкнулись с проблемами: Бонниер упустил лидерство в Гран-при из-за проблем с подвеской, Грэм Хилл попал в аварию, а Дэн Герни не попал в итоговую классификацию также из-за дефекта подвески.
На Гран-при Нидерландов Грэм Хилл пришёл третьим, однако это Гран-при не обошлось без трагедии: Дэн Герни попал в аварию из-за проблем с тормозами, и его автомобилем был убит зритель. Йоаким Бонниер сошёл с дистанции, что стало традиционным для команды в сезоне 1960 Формулы-1. Нередко гонщики BRM стартовали с высоких позиций, но сходили из-за многочисленных технических причин. До финиша они дошли после Гран-при Нидерландов лишь в двух гонках, и даже в них пересекло финишную черту только по одному гонщику: в Великобритании Дэн Герни пришёл десятым (тогда же Грэм Хилл, несмотря на аварию, показал лучшее время круга), а в США Йоаким Бонниер снова набрал очки, заняв 5 место. Сезон 1960 Формулы-1 стал единственным для быстрого, но крайне ненадёжного шасси.

## Таблица результатов
| Легенда к таблице |                                                                    |
| --- | ------------------------------------------------------------------ |
| В таблице перечислены результаты всех Гран-при Формулы-1, в которых использовался автомобиль. Строками таблицы являются сезоны, столбцами — этапы чемпионата мира. В каждой клетке указаны сокращённое название этапа и результат, дополнительно обозначенный цветом. Расшифровка обозначений и цветов представлена в нижеследующей таблице. |                                                                    |
| \| Пример \| Описание \| \| ------------ \| ------------------------------------------------------------------ \| \| 1 \| Победитель \| \| 2 \| Второе место \| \| 3 \| Третье место \| \| 5 \| Финишировал, заработав очки \| \| Сход \| Не финишировал, но при этом заработал очки \| \| 12 \| Финишировал, не получив очков \| \| НКЛ \| Финишировал, но не попал в финальную классификацию \| \| 15 \| Участвовал вне зачёта, либо по отдельной классификации \| \| 18 \| Не финишировал, но попал в финальную классификацию \| \| Сход \| Не финишировал \| \| НКВ \| Не прошёл квалификацию \| \| НПКВ \| Не прошёл предквалификацию \| \| ДСК \| Дисквалифицирован \| \| ИСК \| Исключён из протокола соревнований \| \| ТТ \| Заявлен для участия только в тренировках \| \| НС \| Участвовал в квалификации, но не стартовал в гонке \| \| Т \| Травмирован или болен \| \| ОТК \| Отказ от участия \| \| НТР \| Прибыл на соревнования, но на трассу не выезжал \| \| НПР \| Был заявлен в числе участников, но не прибыл к началу соревнований \| \| О \| Соревнования отменены \| \| \| Не участвовал \| \| Поул-позиция \| \| \| Быстрый круг \| \| |                                                                    |
| Пример | Описание                                                           |
| 1 | Победитель                                                         |
| 2 | Второе место                                                       |
| 3 | Третье место                                                       |
| 5 | Финишировал, заработав очки                                        |
| Сход | Не финишировал, но при этом заработал очки                         |
| 12 | Финишировал, не получив очков                                      |
| НКЛ | Финишировал, но не попал в финальную классификацию                 |
| 15 | Участвовал вне зачёта, либо по отдельной классификации             |
| 18 | Не финишировал, но попал в финальную классификацию                 |
| Сход | Не финишировал                                                     |
| НКВ | Не прошёл квалификацию                                             |
| НПКВ | Не прошёл предквалификацию                                         |
| ДСК | Дисквалифицирован                                                  |
| ИСК | Исключён из протокола соревнований                                 |
| ТТ | Заявлен для участия только в тренировках                           |
| НС | Участвовал в квалификации, но не стартовал в гонке                 |
| Т | Травмирован или болен                                              |
| ОТК | Отказ от участия                                                   |
| НТР | Прибыл на соревнования, но на трассу не выезжал                    |
| НПР | Был заявлен в числе участников, но не прибыл к началу соревнований |
| О | Соревнования отменены                                              |
| | Не участвовал                                                      |
| Поул-позиция |                                                                    |
| Быстрый круг |                                                                    |

| Год  | Команда                  | Двигатель      | Ш | Пилоты  | 1   | 2   | 3   | 4    | 5    | 6    | 7    | 8    | 9   | 10   | Место | Очки |
| ---- | ------------------------ | -------------- | - | ------- | --- | --- | --- | ---- | ---- | ---- | ---- | ---- | --- | ---- | ----- | ---- |
| 1960 | Owen Racing Organisation | BRM P25 2,5 L4 | D |         | АРГ | МОН | 500 | НИД  | БЕЛ  | ФРА  | ВЕЛ  | ПОР  | ИТА | США  | 4     | 8    |
| 1960 | Owen Racing Organisation | BRM P25 2,5 L4 | D | Бонниер |     | 5   |     | Сход | Сход | Сход | Сход | Сход |     | 5    | 4     | 8    |
| 1960 | Owen Racing Organisation | BRM P25 2,5 L4 | D | Хилл    |     | 7   |     | 3    | Сход | Сход | Сход | Сход |     | Сход | 4     | 8    |
| 1960 | Owen Racing Organisation | BRM P25 2,5 L4 | D | Герни   |     | НКЛ |     | Сход | Сход | Сход | 10   | Сход |     | Сход | 4     | 8    |

1. ↑  Учитывались результаты лучших 6 гонок, не учитывались результаты 500 миль Индианаполиса, oдин и тот же конструктор получал очки только за лучшую финишную позицию.